# Голландська вівчарка
Голландська вівчарка (англ. Hollandse Herdershond) — порода собак, типовий представник європейських вівчарок. Протягом кількох століть вівчарки Голландії, Бельгії і Франції практично не відрізнялися один від одного. У пастушої породи собак з Нідерландів є цікаві відмінні якості: ефектний тигровий малюнок на шкірі й цілих три різновиди всередині однієї породи. Гармонійних ліній — короткошерста, ошатно одягнена — довгошерста або «брутальна» — кудлата жорсткошерста. З першого погляду голландська вівчарка, або хердер, може бути схожа на вовка, або на суміш кількох середніх порід. Довгий час хердери використовувалися лише як пастуші собаки, проте в наші дні вони успішно беруть участь у виставках. Вони дуже витривалі й можуть довго нести службу, не втомлюючись. Сміливо захищаючи майно господаря, вони все ж рідко бувають агресивні.

## Опис
Характеристики породи вказують на те, що тримання в умовах квартири може бути дещо проблематичним, адже пес виростає до вельми серйозних розмірів. Вага хердера може досягати 30 кг. Собака володіє потужним кістяком, який дозволяє їй витривало переносити великі фізичні навантаження. Мускулатура серйозна, тому тварині напрочуд необхідні регулярні тренування. Найсильнішою частиною собаки можна назвати ноги. Вони досить високі й сильні. Ця порода любить бігати, оскільки витривалість і бажання бути корисною в них у крові. Головні риси характеру — спостережливість, відповідальність, врівноваженість. Як тільки в моду увійшли виставки і змагання собак, голландська вівчарка стала неодмінним учасником таких заходів, причому, досить часто опинялася серед лідерів.

## Характер
Відмінний друг, захисник та помічник. Ця собака має надзвичайно адекватний характер. Просто так від неї не почути гавкіт. Вона дуже віддана і шалено любить свою сім'ю. Ніколи не чіпатиме діток, причому навіть тих, які будуть нещадно дражнити пса і смикати його за що тільки можна. Собака створена для служіння людині, але він хоче стати для неї, насамперед, другом. Відомий такий цікавий факт про голландську вівчарку на прізвисько Вайб, яка неймовірно ніжно ставиться до рибок у ставочку. Гуляючи поряд, Вайб завжди тягне свою власницю до ставка, щоби привітатися з його мешканцями!

## Історія
Вона була виведена в Нідерландах як пастуша, а зараз частіше використовується як сторожовий собака і компаньйон. Досить гарно проявляє себе як собака-поводир для сліпих, а також для розшуку по сліду та для роботи на фермі. Голландська вівчарка сформувалася в 19 столітті, порода є проміжною формою між німецькою і бельгійською вівчарками. У розведенні голландської вівчарки наголос завжди йшов на робочі якості собаки, а не на зовнішній вигляд. Для фермерів, які використовували цю собаку, забарвлення і тип вовни не мали значення. Сучасний стандарт голландської вівчарки був прийнятий FCI в 1960 році.

## Догляд
Догляд заслуговує особливої уваги. Їхня шерсть, особливо якщо вона довга, потребує регулярного розчісування. Для цих цілей рекомендується придбати щітку з жорсткою щетиною. Не бійтеся доставити хворобливі відчуття свого вихованця, тому що для цього потрібно неабияк постаратися. Шкіра у хердеров не така товста, як у багатьох інших вівчарок, але шерсть більш густа. Правильний догляд за Голландською вівчаркою гарантує відмінний зовнішній вигляд. Особливої уваги заслуговує питання купання, оскільки часто купати собаку не можна. В осінньо-весняний час, коли на вулицях калюжі і сльота, рекомендується мити виключно забруднені місця, а не всього пса. Стрижка пазурів не викличе ніяких негативних емоцій у тварини, але можуть бути деякі незручності у людини, оскільки тварина є великою. Краще, щоб цю процедуру здійснював господар собаки.

## Здоров'я, хвороби
У породи прекрасне здоров'я та досить міцний імунітет. Специфічних породних захворювань тварина не має. Тривалість життя голландської вівчарки в середньому становить 12–14 років. Будьте уважні до свого вихованця, у витривалих від природи собак легко пропустити ознаки будь-якого нездужання. У разі виникнення питань зі здоров'ям — собаку треба показати кваліфікованому спеціалісту. Найкращою підтримкою міцного духу вашого улюбленця є — досить великі фізичні навантаження та довгі прогулянки.

## Муштрування, тренування
Собаки надзвичайно витривалі та сильні, тому необхідно впритул займатися тренуваннями. Муштрування принесе задоволення і господареві й вихованцеві. Її можна починати вже з піврічного віку пса. Порода вимагає наполегливості господаря в процесі виховання. Собаки дуже розумні, але гордість може не дозволити їм на перших порах виконувати необхідні команди. Потрібно лише запастися терпінням, тому що згодом хердер стане справжнім членом сім'ї.